# آن ماثر (روائية)
آن ماثر (بالإنجليزية: Anne Mather)‏ (10 أكتوبر 1946، إنجلترا في المملكة المتحدة)؛ كاتِبة وروائية بريطانية.

## روابط خارجية
- آن ماثر على موقع IMDb (الإنجليزية)
- آن ماثر على موقع أول موفي (الإنجليزية)
- آن ماثر على موقع قاعدة بيانات الفيلم (الإنجليزية)
- آن ماثر على موقع كينوبويسك (الروسية)